# Flo
Flo — приложение, которое поддерживает женщин на каждом этапе их репродуктивного цикла. Оно отслеживает менструации, прогнозирование цикла, подготовку к зачатию, беременность, ранее материнство и менопаузу.
Приложение доступно на iOS и Android. По состоянию на 2019 год Flo имеет 100 миллионов скачиваний и 30 миллионов активных пользователей за месяц.

## История компании
Flo была основана Дмитрием и Юрием Гурскими в 2015 году в Беларуси. Дмитрий занял должность генерального директора компании, а Камила Старыга стала вице-президентом по продукту в 2019 году.
В 2016 году компания привлекла $1 миллион инвестиций от Flint Capital и Haxus Venture Fund.
В 2017 году Flo получила инвестиции в размере $5 миллионов от Flint Capital, модели Натальи Водяновой и других. Водянова также помогла компании разработать всемирную информационную кампанию «Поговорим об этом. Период», целью которой было разрушить табу, окружающее женское здоровье и менструальный цикл. В декабре 2017 года компания начала работать с Фондом ООН в области народонаселения, чтобы распространять информацию о проблемах репродуктивного и сексуального здоровья женщин. Также в 2017 году Flo запустила в приложении службу вопросов и ответов, которая позволяла пользователям обсуждать проблемы с экспертами и другими пользователями.
В 2018 году Flo получила инвестиции в размере $6 миллионов от Mangrove Capital Partners при участии Flint Capital и Haxus, в результате чего компания была оценена в 200 миллионов долларов.
В середине 2019 года компания получила дополнительные инвестиции в размере $7,5 миллиона. Founders Fund был одним из основных инвесторов раунда, известным своими инвестициями в такие стартапы, как Airbnb и SpaceX. В сентябре 2019 года Privacy International опубликовала отчёт об обмене данными для ряда приложений для отслеживания месячных. После ряда разногласий по поводу обмена данными в отрасли Flo и четыре других приложения приняли меры для защиты данных пользователей от третьих лиц. Представитель Flo заявил в интервью Bustle: «Мы принимаем крайние меры, чтобы гарантировать защиту данных отдельных пользователей и прав на неприкосновенность частной жизни».
В начале сентября 2021 года Flo объявила о закрытии финансирования серии B на $50 миллионов, в результате чего общий привлечённый капитал составил $65 миллионов, а оценка компании — $800 миллионов.
«Слишком часто люди сталкиваются с дезинформацией при поиске в Интернете признаков и симптомов заболеваний, особенно когда речь идёт о запретных темах, таких как менструальное и сексуальное здоровье», — говорится в заявлении Кэс Эверетт, вице-президента Flo по продукту. «Наши пользователи часто обращаются к Flo для отслеживания менструаций или овуляции и остаются, чтобы получить богатый научный контент, курсы под руководством экспертов и точные прогнозы цикла. Нам повезло сотрудничать с ведущими университетами и проводить передовые медицинские исследования. Благодаря этому финансированию мы сможем ещё больше демократизировать доступ к достоверной медицинской информации, помогая людям лучше понимать свои уникальные признаки и симптомы в ещё большем масштабе».
Pitchbook отмечает, что Flo является последним примером стартапов нового поколения, которые «в последние годы работали над запуском доступных и сложных цифровых инструментов, ориентированных на женщин, привлекая основных инвесторов в растущую индустрию фемтех».
В конце сентября 2022 года компания ликвидировала белорусское юридическое лицо.

## Приложение и сообщество
Flo изначально создавался как приложение для отслеживания менструаций и овуляции, но позже он превратился в продукт для женского здоровья на основе ИИ. Приложение охватывает все фазы репродуктивного цикла, включая начало менструации, отслеживание цикла, подготовку к зачатию, беременность, раннее материнство, менопаузу.
Пользователи Flo получают доступ к календарю, чтобы получать напоминания о предстоящих менструальных циклах и вести учёт различных других симптомов со здоровьем, таких как методы контрацепции, потребление воды, боли, перепады настроения и сексуальная активность.